# 趙巨旭
趙巨旭（1891年1月24日—1990年12月4日），名明昭，字巨旭，四川省南充縣溪頭壩人，中华民国军事及政治人物。1941年首次獲選為中國立法委員，1948年當選行憲後首屆立委，1988年成為植物人。

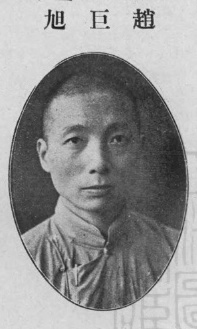

## 生平
趙巨旭先后毕业于四川陸軍小學、四川鐵道學校、陸軍大學將官班。历任川康綏靖公署中將參議兼駐京代表，川康經濟建設委員會委員，重慶通專實業銀行董事長，國民政府立法院立法委員，制憲國民大會代表。民國卅七年（1948年），當選四川省第八選區立法委員。1989年8月1日，依《第一屆資深中央民意代表自願退職條例》第三條申請自願退職。1990年的趙巨旭是當時最年長立委，但因病成為植物人，臥床情境一度被《中國時報》拍攝。

## 相關史蹟
1936年6月，趙巨旭與鄭石均、趙巨旭、夏雲瑚等人集資14萬銀元，將自家私宅改建為國泰大戲院，並於1937年2月11日正式開業，由夏雲瑚經營。為當時重慶最頂級的戲院，現遷址位於重慶市兩江國際影視城內。

## 立法院會期
- 第1屆第81會期：內政委員會
- 第1屆第78會期：內政委員會
- 第1屆第40會期：內政委員會
- 第1屆第39會期：僑政委員會
- 第1屆第38會期：內政委員會
- 第1屆第37會期：國防委員會
- 第1屆第35會期：國防委員會
- 第1屆第34會期：僑政委員會
- 第1屆第33會期：僑政委員會
- 第1屆第32會期：國防委員會
- 第1屆第31會期：僑政委員會
- 第1屆第30會期：交通委員會
- 第1屆第29會期：僑政委員會
- 第1屆第28會期：僑政委員會
- 第1屆第1會期：國防委員會
- 第1屆第1會期：經濟及資源委員會
- 第1屆第1會期：財政及金融委員會